# Romo (Monarchia Lusytana)
Romo é uma figura lendária, que sucede a Testa no reinado ibérico da Andaluzia, fazendo parte da lista de reis mencionados por vários autores portugueses e espanhóis, entre os Séc. XVI e XVIII. Bernardo de Brito refere que durante esse período a Lusitânia teria permanecido livre, até à chegada de Baco.

## Monarchia Lusytana (de Bernardo Brito)
Bernardo de Brito refere na Monarchia Lusytana que Romo teria centrado o seu governo na Andaluzia, mas a sucessão na parte lusitana só será com Baco, e seu filho Lísias, tendo os povos lusitanos resistido sem rei até esse período. Romo não terá sido deposto na incursão de Baco.
É mencionado na Monarchia Lusytana no Capítulo 18:

Do que sucedeu em Lusitania, reinando em Andaluzia um rei chamado Romo, e da vinda de Baco à Espanha, com outras particularidades a este propósito..

Baco terá deixado depois seu filho Lísias a governar a Lusitânia. Romo terá permanecido a governar a Andaluzia até 1311 a.C.